# Ricky Kayame
Ricky Kayame (sinh ngày 21 tháng 9 năm 1993) là một cầu thủ bóng đá người Indonesia hiện tại thi đấu ở vị trí tiền đạo cho Persebaya ở Liga 2 (Indonesia).

## Sự nghiệp

### Persipura Jayapura
Vào tháng 10 năm 2012, anh ký hợp đồng với Persipura Jayapura sau khi được lựa chọn bởi các tuyển trạch viên của câu lạc bộ. Anh có màn ra mắt ngày 3 thấng 7 năm 2013 trước Persidafon Dafonsoro và ghi 2 bàn trong chiến thắng 8-1.
Ngày 22 tháng 5 năm 2014, ghi bàn thắng thứ ba trong chiến thắng 2-0 trước Persiba Bantul.

## Danh hiệu

### Câu lạc bộ
Persipura Jayapura
Vô địch
- Indonesia Super League: 2013

Á quân
- Indonesia Super League: 2014

Persebaya Surabaya
Vô địch
- Liga 2: 2017